# Axel Petersen (1880-1962)
 Der er flere personer med dette navn, se Axel Petersen.
Axel Johannes Petersen (14. november 1880 i København – 23. maj 1962 i Charlottenlund) var en dansk atlet.
Petersen var medlem af Freja København og deltog på 100 meter i OL 1908 i London. Han blev nummer to i sit indledende heat med en tid på 11,5, men kom aldrig til start i semifinalen. Han vandt fem danske mesterskaber på 100 meter, karrierens bedste resultat var 11.0 som ham løb 1908.
Axel Johannes Petersen var storebror til Aage Petersen som deltog i OL 1906.

## Danske mesterskaber
- Bronze 1911 100 meter
- Guld 1910 100 meter 11.4
- Guld 1908 100 meter 11.4
- Guld 1907 100 meter 11.0
- Guld 1906 100 meter 11.8
- Guld 1905 100 meter 11.4
- Bronze 1904 ¼ mile
- Sølv 1903 100 meter
- Bronze 1903 ¼ mile